# Санаторий имени С. Орджоникидзе (Сочи)
Санаторий имени С. Орджоникидзе — здание в Хостинском районе Сочи. Находится на участке площадью 16 га.

## История

### Строительство
Строительство санатория на 640 мест началось в 1935 году. Все корпуса были построены в 1937 году, а символ санатория — главный фонтан «Танцующие вакханки» — был достроен в 1939 году. Место для санатория было выбрано лично Серго Орджоникидзе — на юго-западном склоне горы Бытха. Он считал, что именно в этом месте, где сочетается растительность и морской воздух, люди будут выздоравливать быстрее. Помимо этого, место понравилось ему живописным видом на Чёрное море. Главным архитектором был назначен И. С. Кузнецов. Комплекс из 15 объектов был создан в стиле неоклассицизма.
Короткое время санаторий носил название «Нартяжмаш», но после смерти Серго Орджоникидзе получил его имя.
В 9 спальных корпусах санатория могли одновременно разместиться 640 человек. Кроме жилых и лечебных помещений, в санатории были кинотеатр, библиотека, парикмахерская, танцевальный и театральный залы, бильярдная и комната для настольных игр.
Во время Великой Отечественной войны в санатории находился госпиталь № 2132.
В 1952 году был построен фуникулёр, соединявший основную часть санатория и его пляж. Частично проходит по территории санатория «Правда».
В 1956 году в санатории проходили съёмки фильма «Старик Хоттабыч». В фильме санаторий фигурирует как «Чудесный дворец могущественного владыки», где отдыхают простые советские граждане.
С 1962 года санаторий начал действовать как базовый. В 2005—2010 годах здесь осуществлялось лечение сердечно-сосудистых заболеваний.

### Закрытие
В 2010 санаторий был закрыт на реконструкцию. Изначально реконструкция велась за счёт государственного бюджета, но в 2011 году право собственности было передано частной компании «Черноморский курорт Плаза», которая приостановила ремонтные работы. В 2016 году суд вернул санаторий в собственность Российской Федерации.
В 2021 году санаторий включили в программу капитального ремонта. Вокруг комплекса установили забор, который ограничил доступ туристов на территорию.

### Туризм
Санаторий является популярным местом у туристов. Наряду с заброшенным рестораном на г. Ахун и дачей полковника Квитка, является наиболее посещаемым заброшенным местом в Сочи.
По территории санатория проходят экскурсии. Туристы используют корпуса и скульптуры как фон для фотографий. Молодожёны приезжают сюда для свадебных фотосессий. Внутрь корпусов посетителей не пускает охрана.

## Галерея

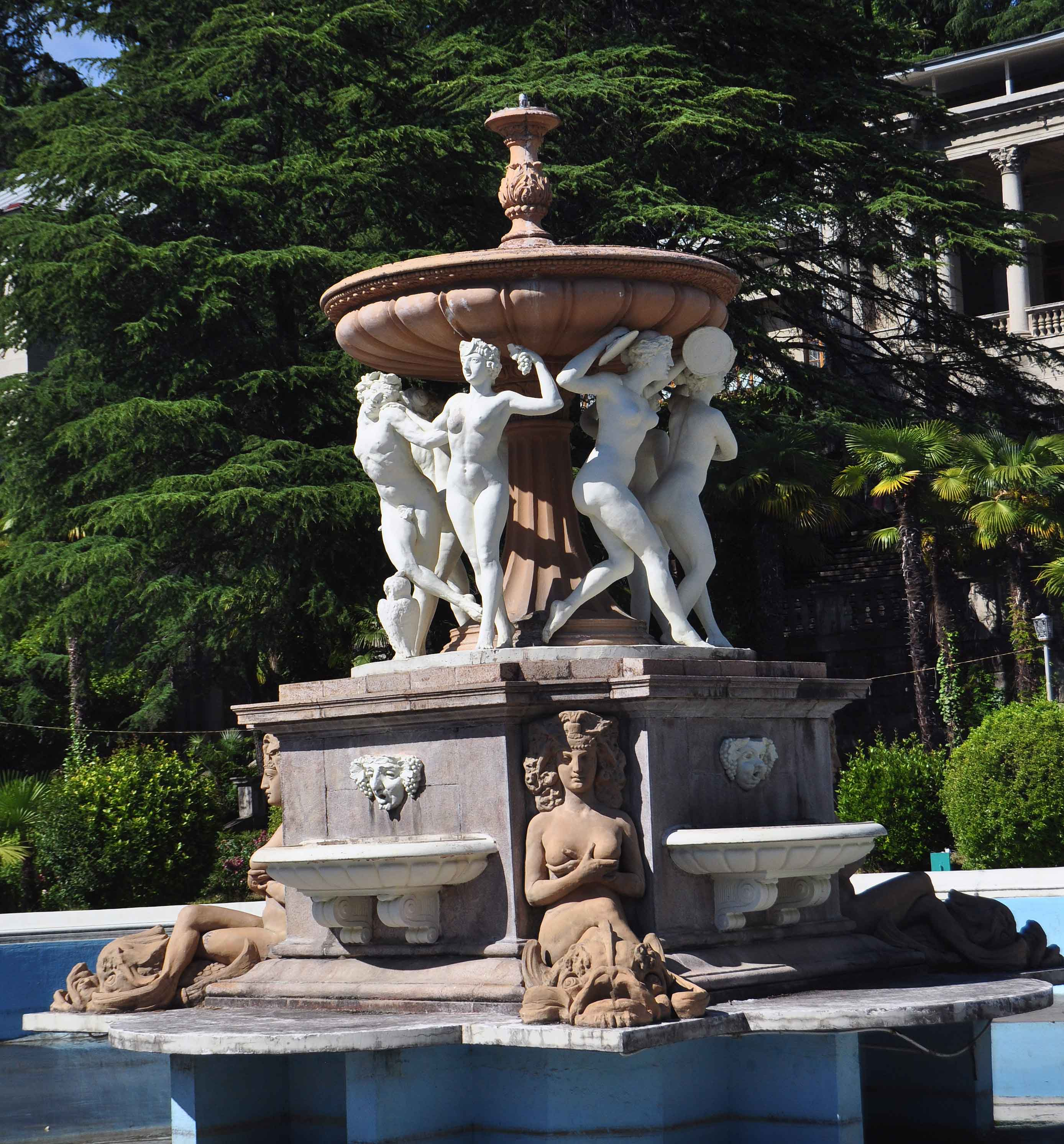
Вид на главный фонтан.
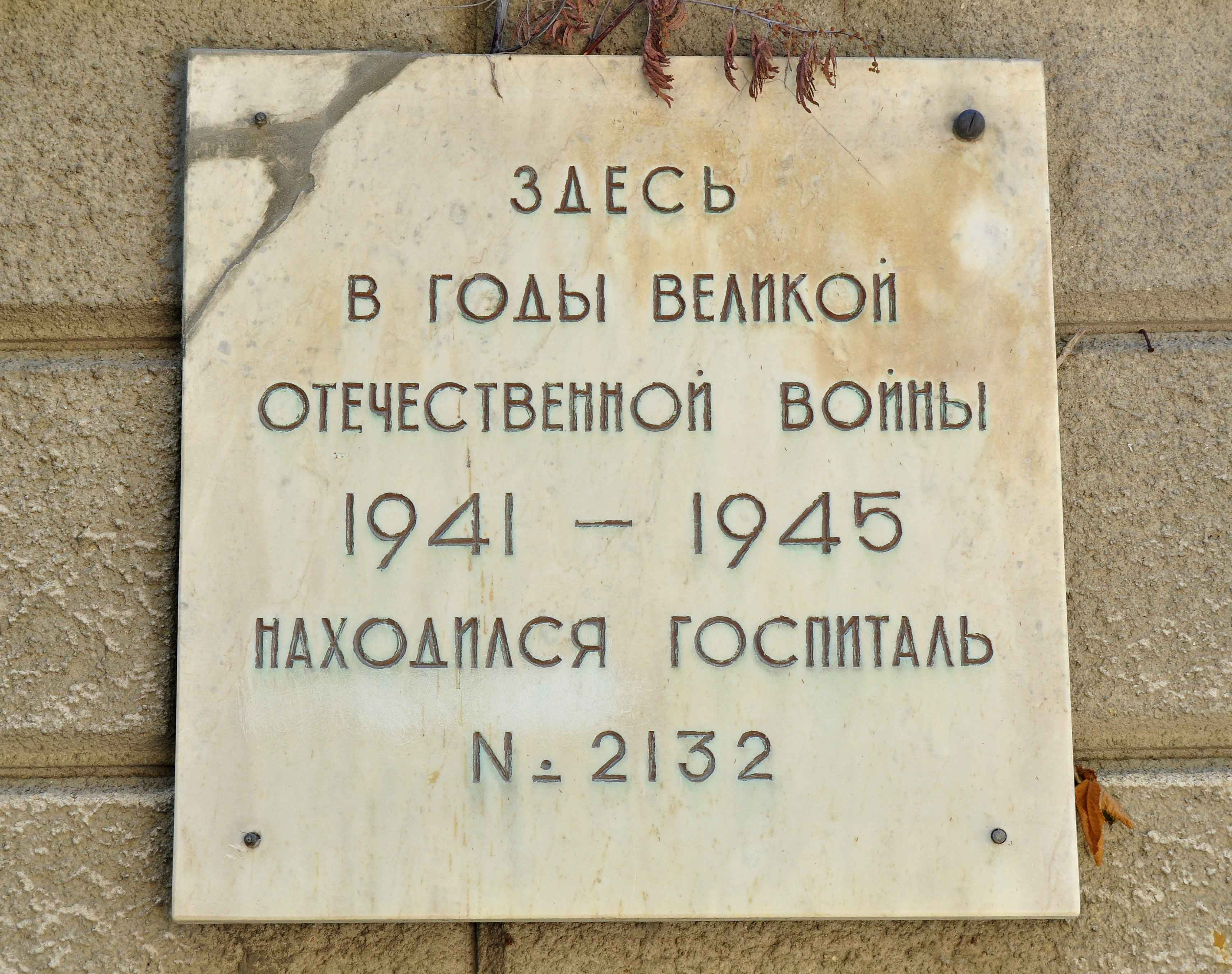
Табличка, гласящая о том, что в. санатории располагался госпиталь.
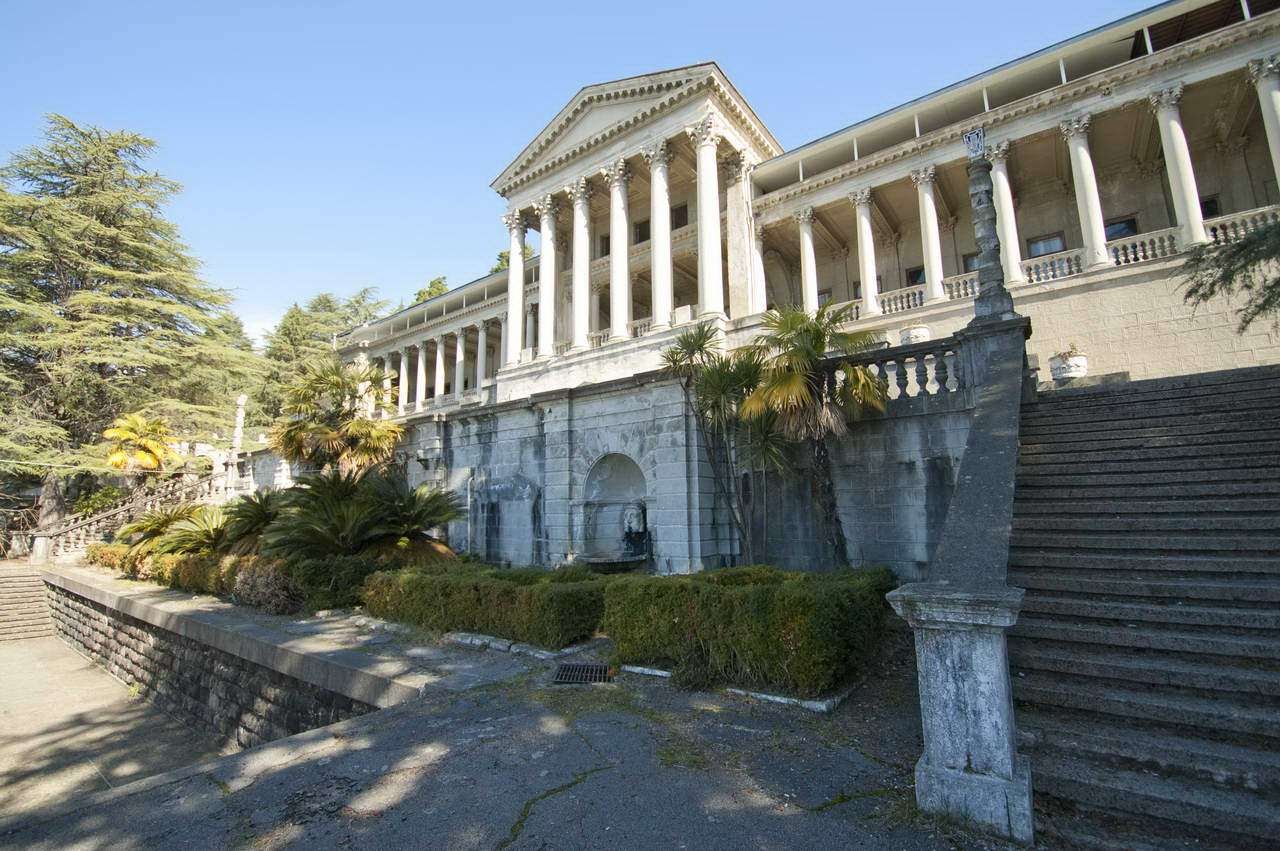
Вид на корпус.
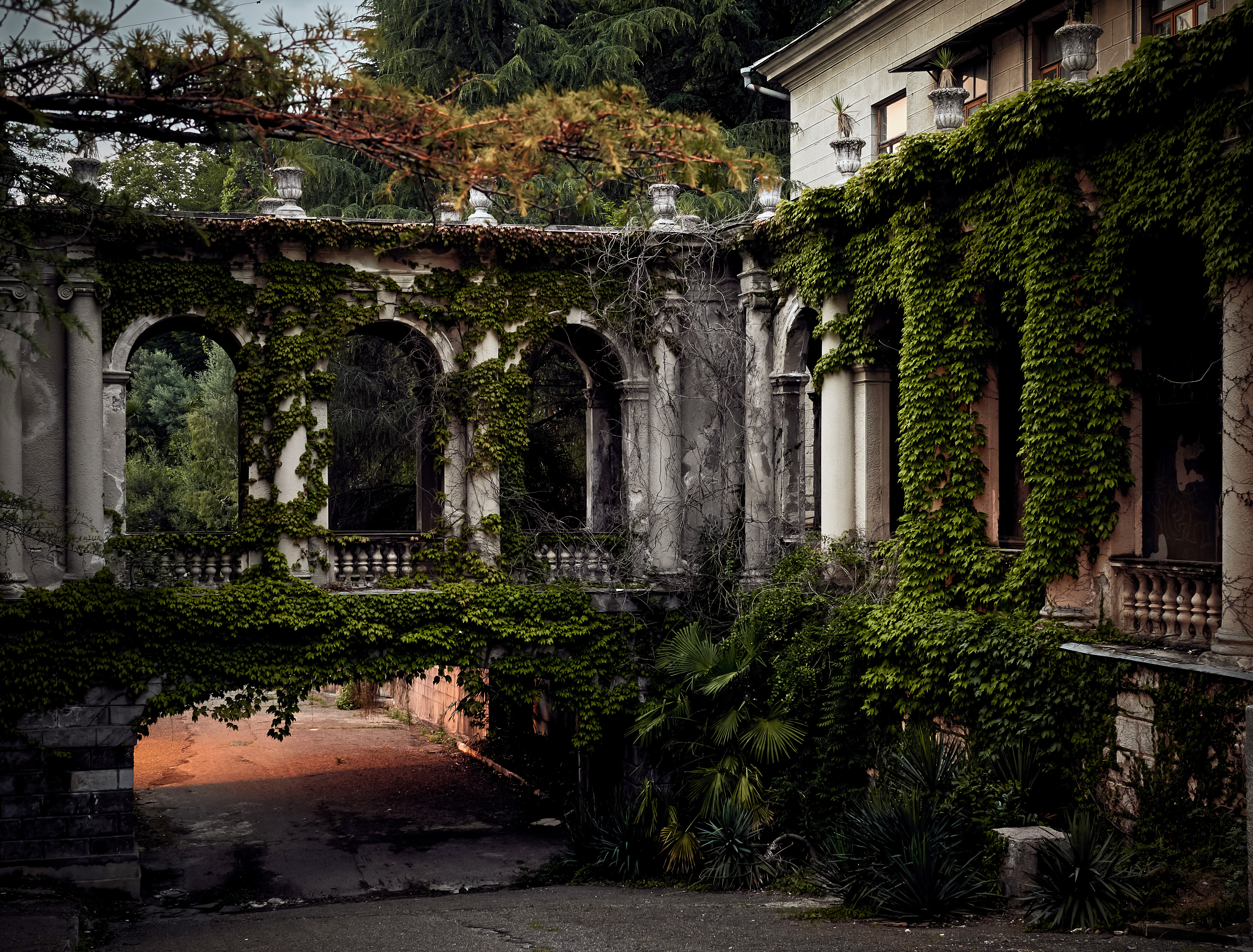
Заросшая колоннада